# Álex Márquez
Álex Márquez Álenta (Cervera 1996. április 23. –) spanyol gyorsasági motorversenyző, a 2014-es Moto3-as és a 2019-es Moto2-világbajnokság bajnoka. 2020-ban a nyolcszoros világbajnok testvére, Marc Márquez csapattársa volt a MotoGP-ben.

## Karrierje

### Kezdetek
Akárcsak testvére annak idején, Alex is már  négyéves korában elkezdett ismerkedni a motorversenyzéssel. Eleinte mérnök szeretett volna lenni, hogy az akkor már a ranglétrán lépegető bátyját segíthesse, ám a benzingőz szaga őt is hamar megcsapta, így bátyja Marc nyomdokaiba lépett.

### Spanyol Bajnokság és a világbajnoki bemutatkozás
Miután biztatóan szerepelt a különféle regionális kupábkban, első lépéseit a nemzetközi ismertség felé 2010-ben, 14 évesen tette meg, amikor is a spanyol nemzeti bajnokság 125 köbcentiméteres kategóriában, újonc évében az összetettbéli 11. helyen zárt. A következő évben már nagyon komolyan számolni kellett vele a bajnoki küzdelemben, sokáig harcban is volt a koronáért, de végül alulmaradt saját csapattársával, Álex Rinsel szemben. Az áttörést végül a 2012-es év hozta meg számára, amikor is besöpörte a spanyol bajnoki címet, sőt néhány versenyen, egészen pontosan 11-en, elindulhatott a MotoGP világbajnokság Moto3-as kategóriájában. Első világbajnoki versenyét Jerez de la Fronterában teljesítette, majd nem sokkal utána hazai pályáján, Katalóniában megszerezte első pontjait is, a kiválónak mondható hatodik helyen zárva a futamot. A szezon második felére leigazolta az Ambrogio Racing Team csapat, a pénzügyi gondokkal küzdő Simone Grotzkyj  helyére, a szezont már náluk fejezte be.

### Moto3

#### 2013–2014
2013-ban immáron spanyol bajnokként egész szezonos lehetőséget kapott menedzsere, Emilio Alzamora saját csapatánál, régi nagy riválisa Álex Rins oldalán egy KTM nyergében. A szezon legfőképp a tanulásról szólt a fiatal spanyolnak, de ennek ellenére a szép eredményekből nem volt hiány. Indianapolisban megszerezte első dobogóját, majd nem sokkal a szezon vége felé a Japán nagydíjon élete első világbajnoki futamgyőzelmét ünnepelte. Az évet végül a kiválónak mondható 4. helyen zárta az összetettben, ezzel a legjobb újonc lett. Márquez a következő évre is maradt Alzamora csapatánál, azonban lényeges változás, hogy a 2014-es szezonra a csapat Honda motorra váltott. A cél pedig mindenképp az összetettbeli győzelem volt. A szezon első diadalán második helyen zárt a fiatalabbik Márquez, majd Austinban az utolsó kanyarok egyikében bukott elesvén a pontszerzés lehetőségétől. Az első ízben megrendezett Argentin Nagydíjon hajszál híján maradt le a győzelemről majd a következő futamok kisebbfajta sikertelensége után, otthon Katalóniában és Hollandiában zsinórban két győzelmet szerzett és feliratkozott a világbajnoki aspiránsok közé.

### Moto2

#### 2015–2019
2014 szeptemberében bejelentették a Moto2-es Marc VDS Racing Team csapathoz való igazolását, így az is biztos lett, hogy a következő szezonban kategóriát vált. A 2019-es szezonban a maláj nagydíjon a 2. helyen ért célba, ezzel pedig bebiztosította a világbajnoki címét. Sikerével történelmet írt - révén bátyja is felért a csúcsra saját kategóriájában - mivel még sohasem fordult elő a világbajnokság történetében, hogy egy testvérpár mindkét tagja világbajnoki címet ünnepelhetett, pláne nem egyazon évben.

### MotoGP

#### 2020–
A 2019-es MotoGP évadzáró előtt az ötszörös bajnok, Jorge Lorenzo bejelentette visszavonulását, így az ő helyére igazolták a fiatal spanyolt, testvére mellé a világbajnok Repsol Hondához.
2023-as szezonra a Gresini Racing szerződtette, ahol Fabio Di Giannantonio csapattársa lett. A szezonnyitó portugál versenyhétvégén a sprintversenyen a 9. helyen ért célba, ami egy pontot jelentett. Vasárnap az 5. helyen fejezte be futamot. A szezon második futamának az időmérő edzését Argentínában a Q1 megnyerésével kezdte, de kicsúszott, és lángra kapott a motorja. A Q2-t a tartalék motorral nyerte meg, ez volt az első királykategóriás pole-pozíciója.

## Eredményei

### Statisztika
| Szezon | Géposztály | Motor       | Versenyek | Győzelem | Dobogó | Pole | Leggyorsabb kör | Pont | Helyezés |
| ------ | ---------- | ----------- | --------- | -------- | ------ | ---- | --------------- | ---- | -------- |
| 2012   | Moto3      | Suter-Honda | 11        | 0        | 0      | 0    | 1               | 27   | 20.      |
| 2013   | Moto3      | KTM         | 17        | 1        | 5      | 0    | 3               | 213  | 4.       |
| 2014   | Moto3      | Honda       | 18        | 3        | 9      | 3    | 3               | 278  | 1.       |
| 2015   | Moto2      | Kalex       | 18        | 0        | 0      | 0    | 0               | 73   | 14.      |
| 2016   | Moto2      | Kalex       | 18        | 0        | 1      | 0    | 0               | 69   | 13.      |
| 2017   | Moto2      | Kalex       | 17        | 3        | 6      | 3    | 3               | 201  | 4.       |
| 2018   | Moto2      | Kalex       | 17        | 0        | 6      | 3    | 1               | 173  | 4.       |
| 2019   | Moto2      | Kalex       | 19        | 5        | 10     | 6    | 5               | 262  | 1.       |
| 2020   | MotoGP     | Honda       | 14        | 0        | 2      | 0    | 0               | 74   | 14.      |
| 2021   | MotoGP     | Honda       | 18        | 0        | 0      | 0    | 0               | 70   | 16.      |
| 2022   | MotoGP     | Honda       | 20        | 0        | 0      | 0    | 0               | 50   | 17.      |
| 2023   | MotoGP     | Ducati      | 17        | 0        | 2      | 1    | 2               | 177  | 9.       |
| 2024   | MotoGP     | Ducati]     | 20        | 0        | 1      | 0    | 0               | 173  | 8.       |

* Szezon folyamatban.

### Teljes MotoGP-eredménylistája
(Táblázat értelmezése)

(Félkövér: pole-pozícióból indult; dőlt: leggyorsabb kört futott) 

| Év   | Géposztály | Motor       | 1      | 2      | 3      | 4      | 5      | 6      | 7      | 8      | 9       | 10     | 11     | 12      | 13     | 14     | 15     | 16     | 17      | 18     | 19     | 20     | Helyezés | Pont |
| ---- | ---------- | ----------- | ------ | ------ | ------ | ------ | ------ | ------ | ------ | ------ | ------- | ------ | ------ | ------- | ------ | ------ | ------ | ------ | ------- | ------ | ------ | ------ | -------- | ---- |
| 2012 | Moto3      | Suter-Honda | QAT    | SPA 12 | POR 15 | FRA    | CAT 6  | GBR    | NED    | GER    | ITA     | IND Ki | CZE 21 | RSM Ki  | ARA 15 | JPN 14 | MAL 14 | AUS 9  | VAL Ki  |        |        |        | 20.      | 27   |
| 2013 | Moto3      | KTM         | QAT 4  | AME Ki | ESP 23 | FRA 5  | ITA 5  | CAT 4  | NED 5  | GER 5  | IND 2   | CZE 5  | GBR 3  | RSM 3   | ARA 3  | MAL 4  | AUS 4  | JPN 1  | VAL 4   |        |        |        | 4.       | 213  |
| 2014 | Moto3      | Honda       | QAT 2  | AME Ki | ARG 2  | ESP 7  | FRA 5  | ITA Ki | CAT 1  | NED 1  | GER 4   | IND 6  | CZE 4  | GBR 2   | RSM 2  | ARA 2  | JPN 1  | AUS 2  | MAL 5   | VAL 3  |        |        | 1.       | 278  |
| 2015 | Moto2      | Kalex       | QAT 11 | AME 15 | ARG 15 | ESP 9  | FRA Ki | ITA 12 | CAT 11 | NED 9  | GER 18  | IND 10 | CZE 4  | GBR 4   | RSM Ki | ARA Ki | JPN 18 | AUS 9  | MAL Ki  | VAL 12 |        |        | 14.      | 73   |
| 2016 | Moto2      | Kalex       | QAT Ki | ARG Ki | AME 11 | ESP Ki | FRA Ki | ITA 16 | CAT 18 | NED 8  | GER Ki  | AUT 6  | CZE 5  | GBR 25  | RSM 10 | ARA 2  | JPN Ki | AUS Ni | MAL 7   | VAL Ki |        |        | 13.      | 69   |
| 2017 | Moto2      | Kalex       | QAT 5  | ARG 21 | AME 4  | ESP 1  | FRA 4  | ITA 3  | CAT 1  | NED 6  | GER Ki  | CZE 2  | AUT 2  | GBR 14  | RSM Ni | ARA Ki | JPN 1  | AUS 6  | MAL Ki  | VAL 5  |        |        | 4.       | 201  |
| 2018 | Moto2      | Kalex       | QAT 3  | ARG 5  | AME 2  | ESP Ki | FRA 2  | ITA 5  | CAT 3  | NED 3  | GER 13  | CZE Ki | AUT Ki | GBR T   | RSM Ki | ARA 4  | THA Ki | JPN 4  | AUS 7   | MAL 7  | VAL 3  |        | 4.       | 173  |
| 2019 | Moto2      | Kalex       | QAT 7  | ARG 3  | AME 5  | ESP 24 | FRA 1  | ITA 1  | CAT 1  | NED Ki | GER 1   | CZE 1  | AUT 2  | GBR Ki  | RSM 3  | ARA 3  | THA 5  | JPN 6  | AUS 8   | MAL 2  | VAL 30 |        | 1.       | 262  |
| 2020 | MotoGP     | Honda       | ESP 12 | ANC 8  | CZE 15 | AUT 14 | STY 16 | RSM 17 | EMR 7  | CAT 13 | FRA 2   | ARA 2  | TER Ki | EUR Ki  | VAL 16 | POR 9  |        |        |         |        |        |        | 14.      | 74   |
| 2021 | MotoGP     | Honda       | QAT Ki | DOH Ki | POR 8  | ESP Ki | FRA 6  | ITA 14 | CAT 11 | GER Ki | NED 14  | STY 9  | AUT 9  | GBR 8   | ARA Ki | RSM 15 | AME 12 | EMR Ki | ALG 4   | VAL 13 |        |        | 16.      | 70   |
| 2022 | MotoGP     | Honda       | QAT Ki | IND 13 | ARG 15 | AME Ki | POR 7  | ESP 13 | FRA 14 | ITA 14 | CAT 10  | GER Ki | NED 15 | GBR 17  | AUT 14 | RSM 10 | ARA 12 | JPN 13 | THA 8   | AUS Ki | MAL 17 | VAL 17 | 17.      | 50   |
| 2023 | MotoGP     | Honda       | POR 59 | ARG 35 | AME Ki | ESP 8  | FRA Ki | ITA Ki | GER 78 | NED 69 | GBR Ki1 | AUT 54 | CAT 6  | RSM 119 | IND Ni | JPN    | INO Ni | AUS 9  | THA Ki8 | MAL 21 | QAT 64 | VAL 68 | 9.       | 177  |

- * A szezon jelenleg is tart.
- 1-9 A sprintfutamon elért pontszerző helyezés